# Terminal de Cruzeiros do Porto de Leixões
O Terminal de Cruzeiros do Porto de Leixões é um terminal marítimo para passageiros de navios de cruzeiro, situado no Porto de Leixões, em Portugal. É uma estrutura de 40 metros de altura e com 18.500 metros cúbicos de betão. O novo terminal poderá chegar aos quase 130 mil passageiros por ano, em 2018. A primeira pedra da estrutura foi lançada durante o executivo do primeiro-ministro José Sócrates, em março de 2010. Foi inaugurado Em 24 de julho de 2015. Em 2016 recebeu 84 cruzeiros e mais de 71 000 passageiros.
A estrutura em espiral do novo terminal de cruzeiros está revestida de cerca de um milhão de azulejos brancos fabricados pela Vista Alegre. Até julho de 2015 o novo terminal já recebeu 90 navios de cruzeiro, mais 12 por cento que em todo o ano de 2014, o que se traduziu em "cerca de 90 mil passageiros e 45 mil tripulantes", na sua maioria britânicos (44%), seguidos de turistas alemães (16%) e norte-americanos (15%).
De acordo com um Estudo de Viabilidade do projeto do novo Terminal são esperadas, em 2018, cerca de 111 escalas de navios de cruzeiro, para além de 126.500 mil passageiros.
Em fevereiro de 2017, foi distinguido pelo sítio arch daily, vencendo o prémio de edifício do ano na categoria "Arquitetura Pública".
A 25 de março de 2018 pela primeira vez, uma companhia começa e acaba uma viagem em Matosinhos. O Porto de Leixões recebe o navio italiano MSC Magnífica. Chega de uma viagem transatlântica de 15 dias no Brasil, com escalas em Búzios, Salvador da Bahia e Funchal e parte, diretamente de Leixões, para um novo cruzeiro, com destino à Alemanha e escalas na Corunha, Espanha, Southampton, Le Havre e Hamburgo.